# Naimakka
Naimakka är en by i Karesuando socken i Kiruna kommun i norra Lappland vid Könkämäälven, mellan Karesuando kyrkby och Keinovuopio. Det är en av Sveriges nordligaste bebodda platser. Byn saknar tillfartsväg i Sverige och kan därför endast nås bilvägen via E8 som går på den finländska sidan om gränsen mellan Finland och Sverige, parallellt med älven.
Naimakka har blivit uppmärksammad för sitt kalla klimat, då köldrekord slagits där ett flertal gånger. Det svenska köldrekordet för vintersäsongen 2009–2010 noterades i Naimakka den 23 februari 2010 med 42,0 minusgrader. Dock sjönk temperaturen den 6 januari 2016 ända ner till 42,8 minusgrader, vilket var den lägsta vintertemperaturen sedan 1999. Köldrekordet ligger dock på 48,9 minusgrader som uppmättes i januari 1999. Landets nordligaste väderleksstation finns i Naimakka.
Byn har haft en bofast befolkning sedan början av 1800-talet och inrättades efter 1915 som en fjällägenhet som en del i statens önskan att reglera permanenta bosättningar i fjällområdena i norr.
I juli 2019 fanns det enligt Ratsit två personer över 16 år som hade Naimakka registrerat som sin adress och i oktober 2024 en person.
SMHI hade under 50 år en manuellt betjänad väderstation på den enda bebodda gården, där medlemmar av familjen Siikavuopio från 1943, senast Åke Siikavoupio (1937-2023) var tredje timme läste av värdena och siktade in molnhöjd, molnslag och molnmängd. Den är numera automatiserad.

## Spaningsbas under andra världskriget
Från hösten 1944 till åtminstone in på året 1945, fanns en spaningsbas för den norska motståndsrörelsen med två norrmän och den svenske underrättelsemannen Birger Isberg inrymd i familjen Siikavuopios hus, med täckmantel som svenska gränspoliser. Norrmännen rapporterade med radio till norska legationen i Stockholm och till London.